# Actes de Jean à Rome
Les Actes de Jean à Rome est un apocryphe chrétien, écrit en grec au ive siècle, s'appuyant sur des motifs traditionnels relatifs à l’apôtre Jean s'inspirant notamment d'Eusèbe de Césarée.
Il ne faut pas les confondre avec les Actes de Jean (en), dont ils sont indépendants, bien que la section finale des Actes de Jean soit reproduite dans les manuscrits après les Actes de Jean à Rome.
Le titre transmis dans les manuscrits grecs est « Actes du saint apôtre et évangéliste Jean le Théologien » avec pour sous-titre « de son exil et de son passage ». L'appellation « Actes de Jean à Rome » est un titre moderne pour le distinguer des Actes de Jean (en), puisque la caractéristique majeure de ces « Actes de Jean à Rome » qui le différencie des « Actes de Jean », est d'avoir la plupart des épisodes qui se déroule à Rome. Notons qu'en dépit du titre transmis par les manuscrits, le texte ne mentionne nullement la rédaction du quatrième Évangile. Il mentionne en revanche la vision de l'Apocalypse.
Le récit se divise en deux parties : «[l]a première contient une série d'épisodes originaux de la vie de Jean jusqu'à son exil à Patmos et son retour à Éphèse; la seconde, qui reproduit la section finale des Actes de Jean (en), relate sa mort.»